# Dennis Ombachi
Dennis Ombachi (14 de dezembro de 1994) é um jogador de rugby sevens queniano.

## Carreira
Dennis Ombachi integrou o elenco da Seleção Queniana de Rugbi de Sevens, na Rio 2016, que foi 11º colocada.